# Reacție exotermă

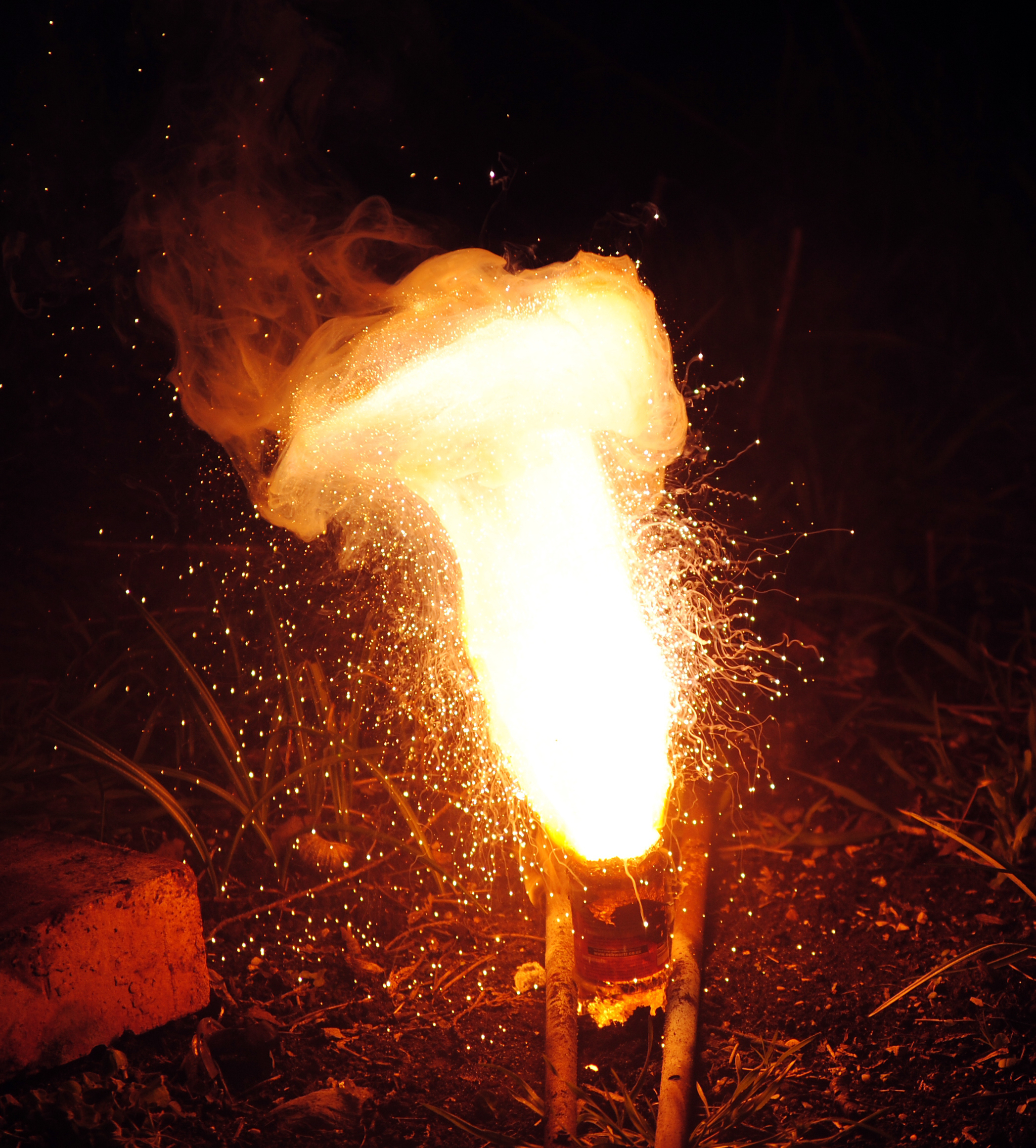
O reacție puternic exotermă este reducerea oxidului de fier (III) cu aluminiu.

O reacție exotermă este orice reacție chimică prin care se produce energie sub formă de lumină sau căldură. Altfel spus, o reacție exotermă presupune o variație negativă de entalpie, care se notează -ΔH (ΔH<0). Pentru o reacție în care avem reactanții A, B și produșii de reacție C, D, reacția exotermă se poate nota prim următoarea ecuație chimică:
Din punct de vedere energetic, se consideră că pentru inițierea unei reacții exoterme se consumă o energie mai mică decât energia degajată în urma reacției chimice.

## Exemple
- Arderea combustibililor
- Neutralizarea
- Respirația
- Detonarea nitroglicerinei